# Josef Püttner
Josef Carl Berthold Püttner, né le 26 juillet 1821 à Planá, district de Tachov, royaume de Bohême, actuellement en Tchéquie, et mort le 29 juillet 1881 à Vöslau, en Autriche, est un peintre de paysages et de marines autrichien.  
Sa carrière débute officiellement en 1842, lorsqu'il propose des premières œuvres à l'académie des beaux-arts de Vienne où il est installé depuis ses dix-huit ans. Le mécénat de la famille Zichy permet à Püttner, autodidacte, de se rendre étudier à Rome en 1846. À son retour, son art s'oriente vers les paysages romantiques et surtout les marines qui connaissent un grand succès.  
En 1850, il s'installe à Hambourg, d'où il pérégrine en effectuant notamment deux longs périples aux Amériques. De retour en Autriche, où il réside à partir de 1855, Püttner devient peintre officiel de marines. En 1861, il est admis comme membre de la Künstlerhaus de Vienne. Plus tard, en 1868, il est mandé par l'empereur François-Joseph afin de restaurer des portraits anciens de la maison d'Autriche.   
À partir de 1869, Josef Püttner s'installe à Vöslau en Basse-Autriche avec sa famille et il y meurt en 1881. Il laisse près de 3 000 œuvres, dont certaines sont conservées dans les institutions muséales de Vienne et de Berlin.  

## Biographie

### Origines
Josef Carl Berthold (parfois prénommé Josef Karl Bartholomäus) Püttner, né en 1821 à Planá, est le fils de Johann Karl Püttner, un officier originaire de la principauté de Reuss. Il passe sa jeunesse à Prague, Leitmeritz, puis à Pilsen. Püttner fréquente le lycée d'Egra et se consacre à l'art dès qu'il atteint ses seize ans. Il devient apprenti dans une usine de porcelaine près de Carlsbad (Karlovy Vary), initialement pour une durée de six ans. Il quitte cependant la fabrique au terme de deux ans, car il est désireux de développer ses compétences artistiques. Sans recommandation, et autodidacte, il s'installe à Vienne, où pour subsister, il doit souvent se contenter de peindre des cuisiniers ou des apprentis tailleurs qui lui donnent seulement quelques florins en contrepartie.  

### Débuts artistiques officiels
Josef Püttner débute réellement dans l'univers artistique officiel en 1842, en proposant à l'exposition annuelle de l'académie des beaux-arts de Vienne un portrait à l'aquarelle. Durant les années suivantes, il continue à participer aux expositions annuelles de l'académie en présentant ses premiers paysages. Grâce au mécénat de la famille Zichy, de 1842 à 1845, il exerce comme professeur de dessin au château de Lang, à Székesfehérvár en Hongrie. Cette situation ne lui convient pas, mais lui permet d'assurer sa subsistance. 
En été 1846, il entreprend un premier voyage d'études à Rome où, en raison de difficultés matérielles, il ne peut demeurer qu'un an. Ensuite, il se forme aux Pays-Bas.

### Peintre de marines

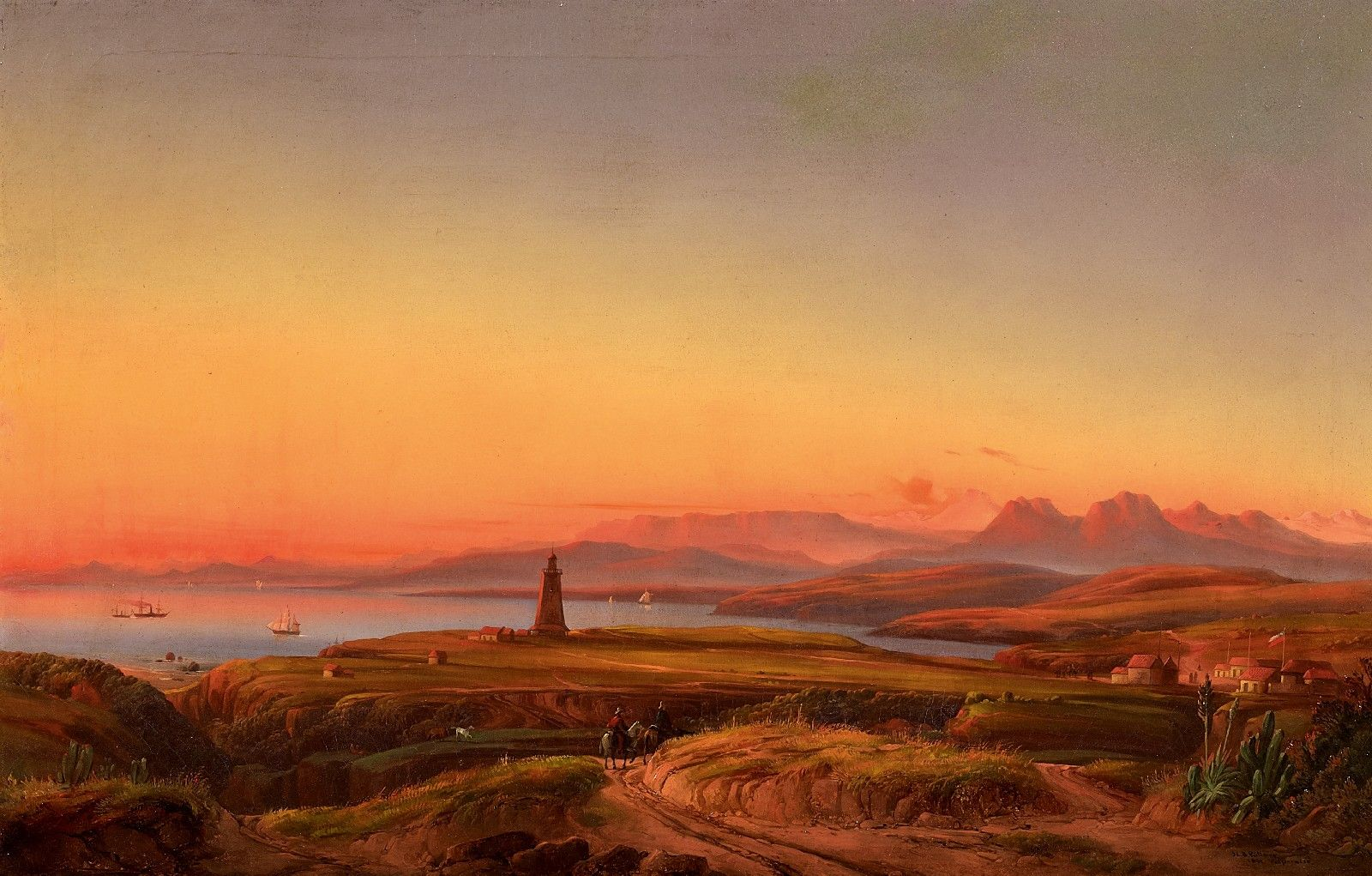
La baie de Valparaiso par Püttner en 1859.

Dès 1847, ses marines et paysages pour la plupart romantiques, lourds et sombres remportent un grand succès, suivi de ventes importantes aux marchands d'art viennois. À l'automne 1850, Püttner vend tous ses biens et décide de s'installer dans le nord de l'Europe. Il s'arrête d'abord à Hambourg, où les recommandations d'un ami lui ont ouvert les premières maisons là-bas. Cette étape hambourgeoise marque une évolution dans sa carrière. L'accueil hospitalier qu'il trouve dans les maisons des premiers banquiers hambourgeois, tels que Silem, Vorwerk, Hutwalker, Ernst Merk, Wesselhof, mais surtout auprès des deux frères amateurs d'art Gustav et César Godefroy, influence durablement l'artiste ambitieux, décidé à justifier le talent et la valeur qu'il a acquis. Il termine des études diverses et produit des sujets de plus grandes dimensions. 
Les frères Godefroy, premiers armateurs de Hambourg, mettent tous leurs navires à la disposition de l'artiste, où qu'il en rencontre un, il est libre de l'utiliser. Tous les capitaines, tous les agents sont aussitôt chargés de l'accueillir gratuitement et de l'assister en tout. Ainsi, au printemps 1851, Püttner embarque sur le navire Alfred, à Glückstadt et fait d'abord le voyage autour du Cap Horn jusqu'à Valparaiso, où il débarque après un voyage de 104 jours. Il avait déjà emporté de nombreuses commandes avec lui en voyage, et d'autres l'attendent à son arrivée. Il est resté sur la terre ferme pendant cinq mois, travaillant beaucoup. Un séjour en Islande est documenté, ainsi qu'un nouveau voyage d'études dans les années 1852 et 1853 en Amérique du Nord et du Sud, toujours à bord des voiliers de la compagnie maritime hambourgeoise Godefroy, qui lui renouvelle le libre passage. Au cours de ce second voyage aux Amériques, à bord du brick Charlotte, Püttner se rend cette fois aux îles du Tonga et à Tahiti, en revenant à Valparaiso en août 1852. Il va sans dire que le rendement artistique de ces voyages est important. De là, il entreprend également des excursions à l'intérieur du pays, notamment au-dessus de la Cordillère, embarqué sur un bateau à vapeur au début de 1853, avec lequel il longe la côte ouest de l'Amérique du Sud à travers le Chili, la Bolivie, le Pérou jusqu'au Panama, puis sur l'isthme de Panama. Il se rend aux Antilles et parcourt 2 000 milles par chemin de fer aux États-Unis, jusqu'au haut Mississippi. Après ce périple, Püttner revient à Hambourg via l'Angleterre à l'automne. Il y séjourne longtemps et peint plusieurs tableaux pour Godefroy.

### Dernières années
Après des séjours en Belgique et en Hollande, Püttner vit en Autriche à partir de 1855. De là, il effectue de nouveaux voyages en Italie. En 1861, Püttner devient membre de la Künstlerhaus de Vienne avant de démissionner en 1867. En 1865, après un séjour dans l'Heligoland, il est nommé peintre de marines de la cour autrichienne. En 1866, il se rend en Dalmatie, après la bataille navale de Lissa, qu'il est mandé pour représenter picturalement. Il séjourne à bord des navires de l'escadron impérial. En 1868 et 1869, il restaure de nombreux tableaux en possession de l'empereur d'Autriche François-Joseph, principalement des portraits de famille. À partir de 1869, Püttner s'installe à Vöslau avec sa femme, née Incledon, une Anglaise, petite-fille du ténor Charles Incledon (en), qu'il avait épousée vers 1855, et sa famille, où il meurt en 1881.

## Œuvres
Püttner est l'un des rares peintres de son époque à avoir peint des navires autrichiens. Il a réalisé près de trois mille tableaux, dont la plupart sont conservés à l'étranger.
- Paysage d'hiver, 1844.
- Paysage sous la lune, 1845.
- Voilier dans les mers agitées, 1846 (en mains privées).
- Animation à la Place Saint-Marc, 1847.
- Frégate SM Novara sur le Grand Canal à Venise, huile sur toile, avant 1856, environ 80 × 120 cm, Musée d'histoire militaire de Vienne, Vienne.
- Partie de chasse avec meute au Schloßpark, 1857.
- Plage en Hollande, 1857.
- Sur les dunes de Bretagne, 1857.
- Naufrage d'un bateau à vapeur, 1858.
- Le naufrage du navire d'émigration Autriche le 13 Septembre 1858 , 1858, huile sur toile, 112 × 154 cm, Musée historique allemand, Berlin[5].
- La place Saint-Marc à Venise, 1859.
- Animation à la Porta della Dogana et la Santa Maria della Salute, 1859 (en mains privées).
- La baie de Valparaiso au Chili, 1859.
- Plage avec lumière du soir, 1860.
- Pêche en famille sur la plage, 1860.
- Bateaux au bord du lac, 1861.
- Le SM Novara dans le Grand Canal à Venise, après 1862.
- Bataille de Heligoland, 1866.
- Bataille navale de Lissa, 1869.
- Sauvés sur des rochers par une mer agitée, 1870.
- Coucher de soleil sur la baie de Naples, 1871.

## Galerie

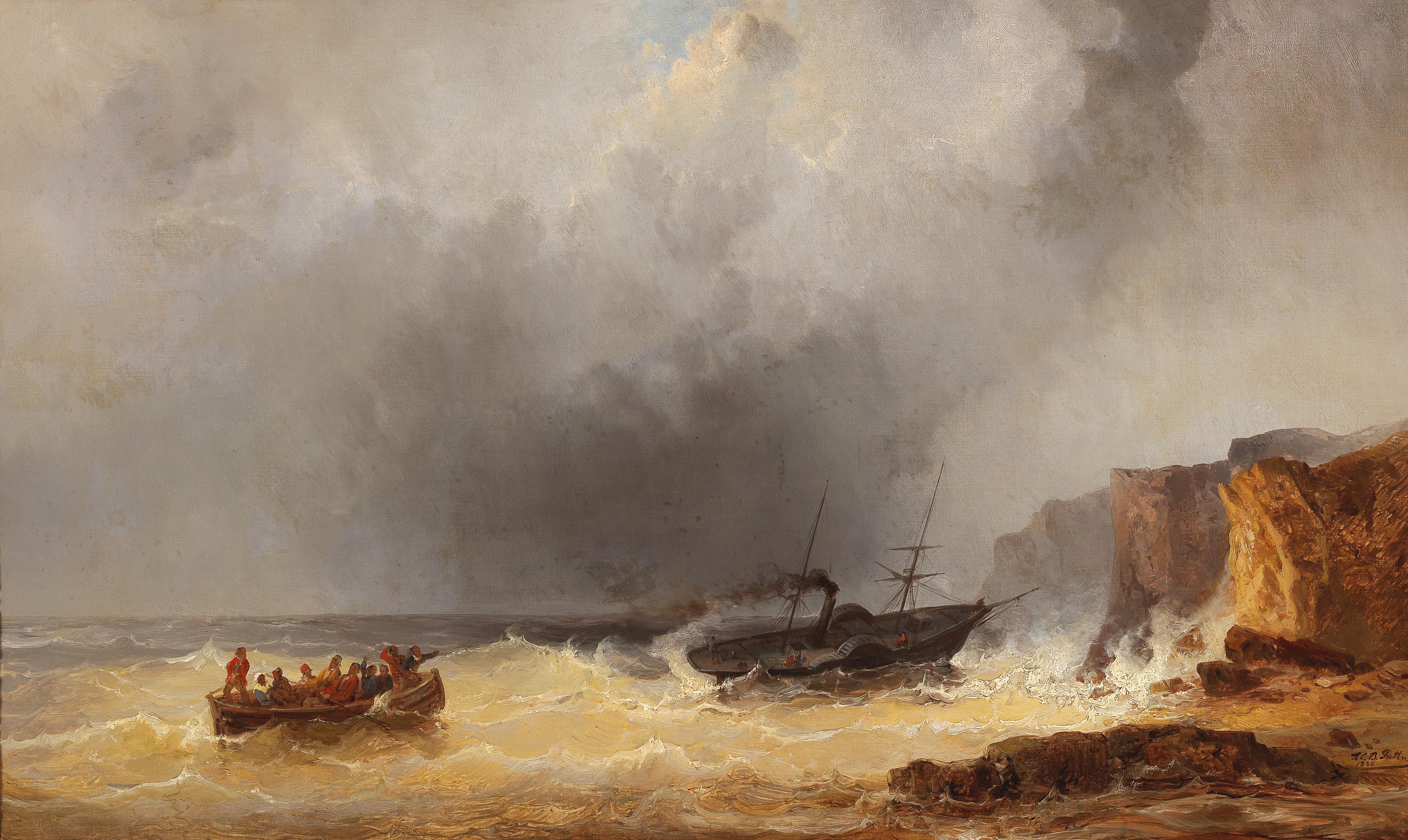
Naufrage d'un bateau à vapeur, 1858.
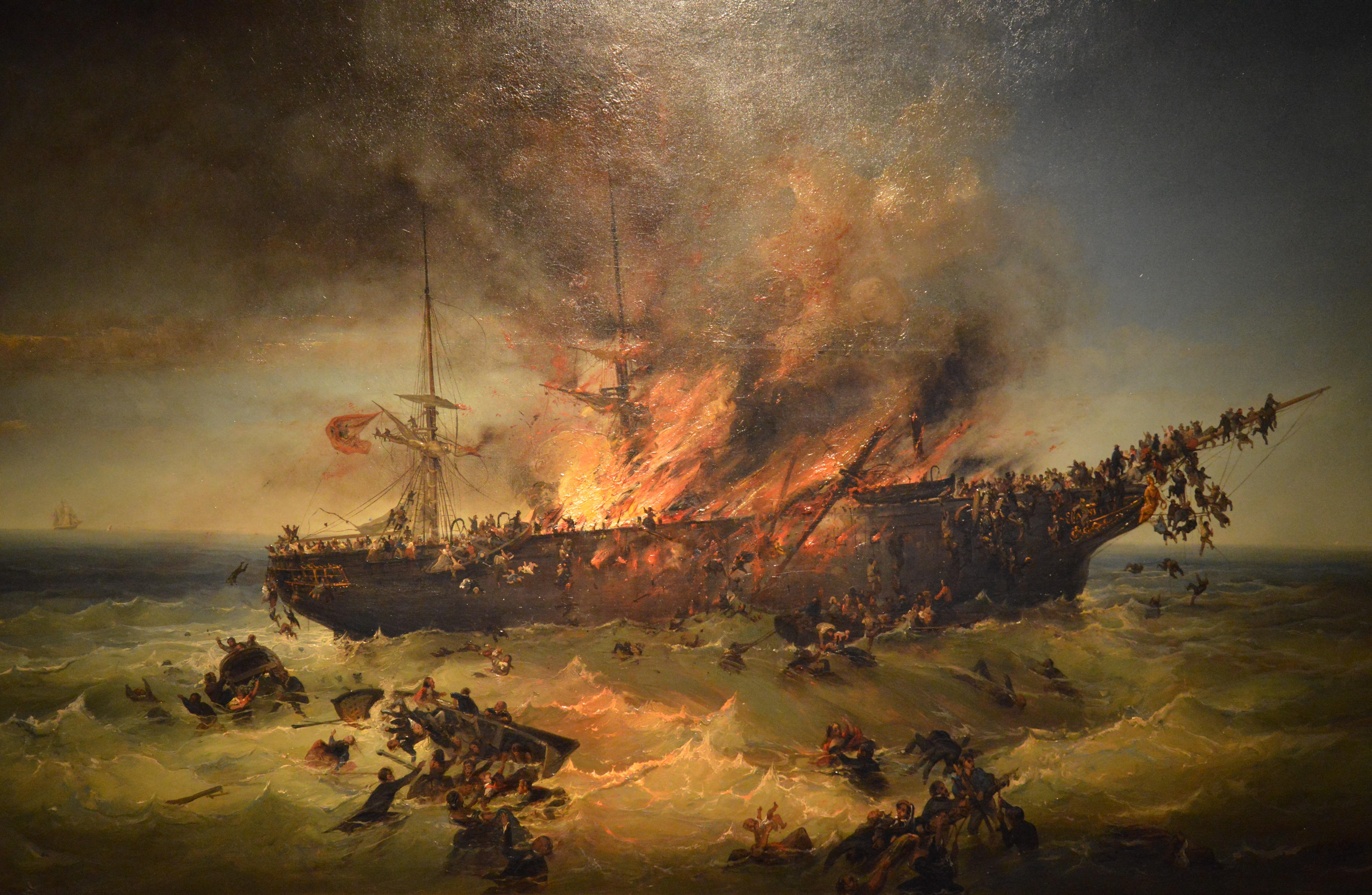
Le naufrage du navire d'émigration Autriche, 1858.
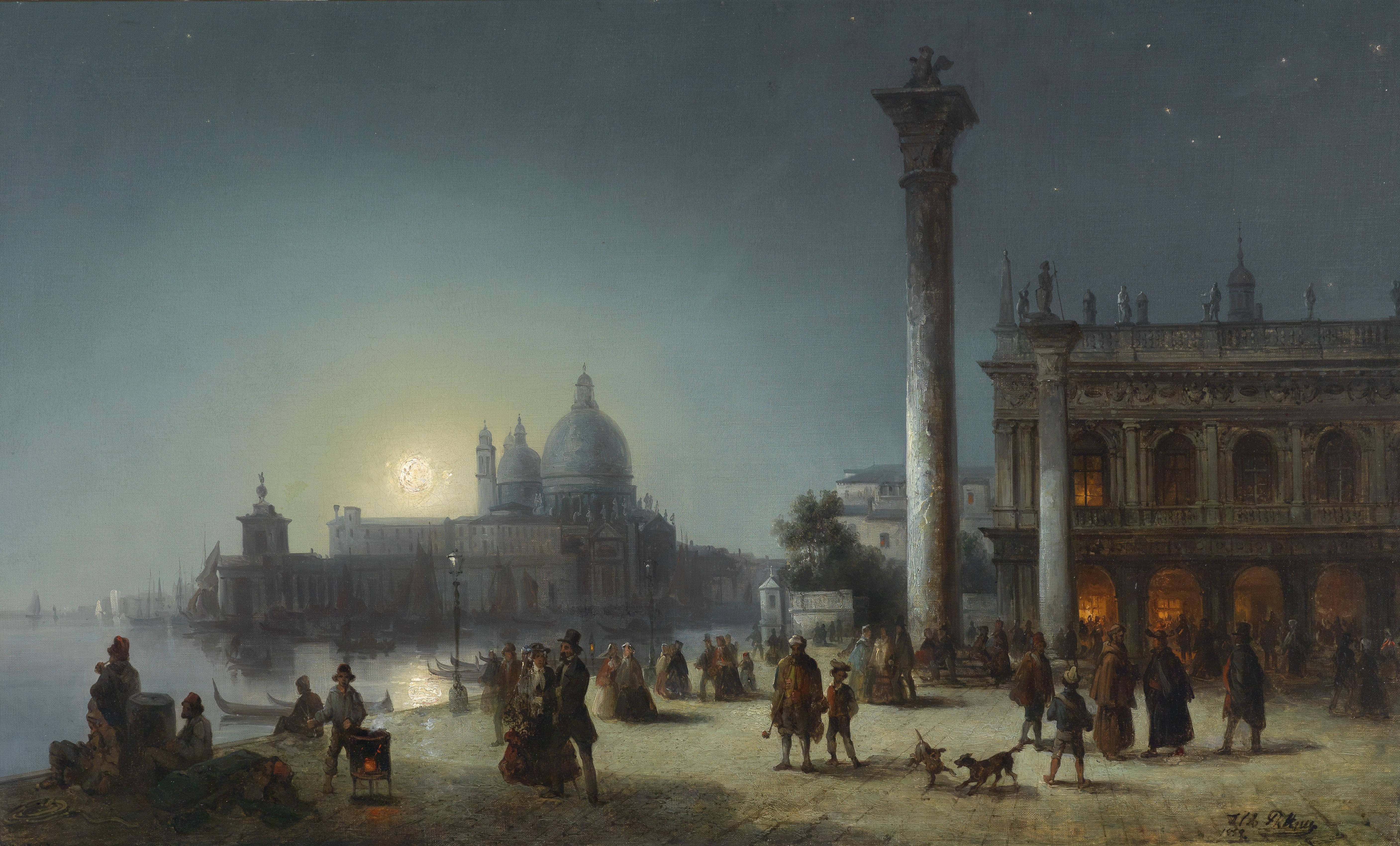
La place Saint-Marc à Venise, 1859.
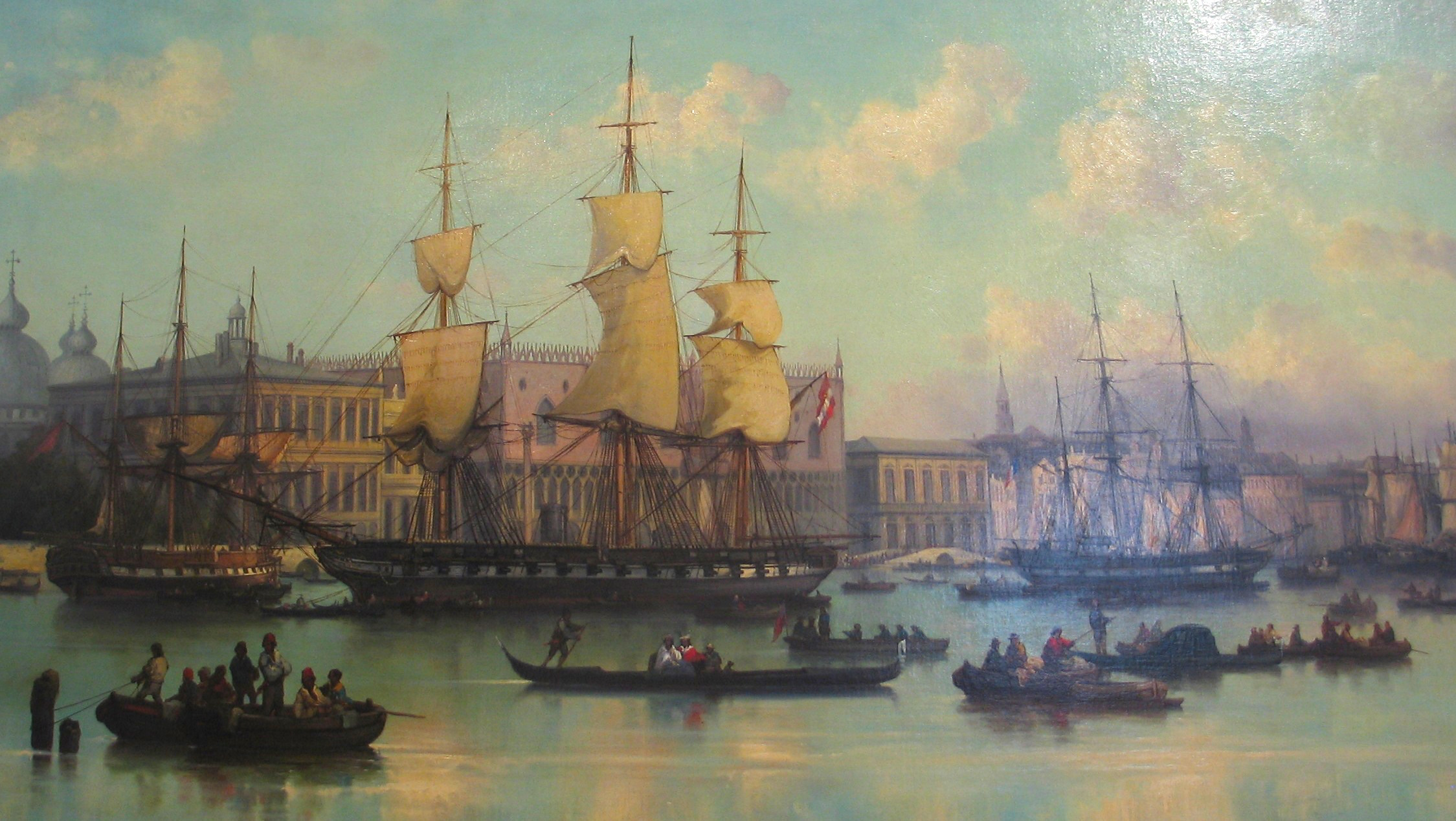
Le SM Novara dans le Grand Canal à Venise, après 1862.
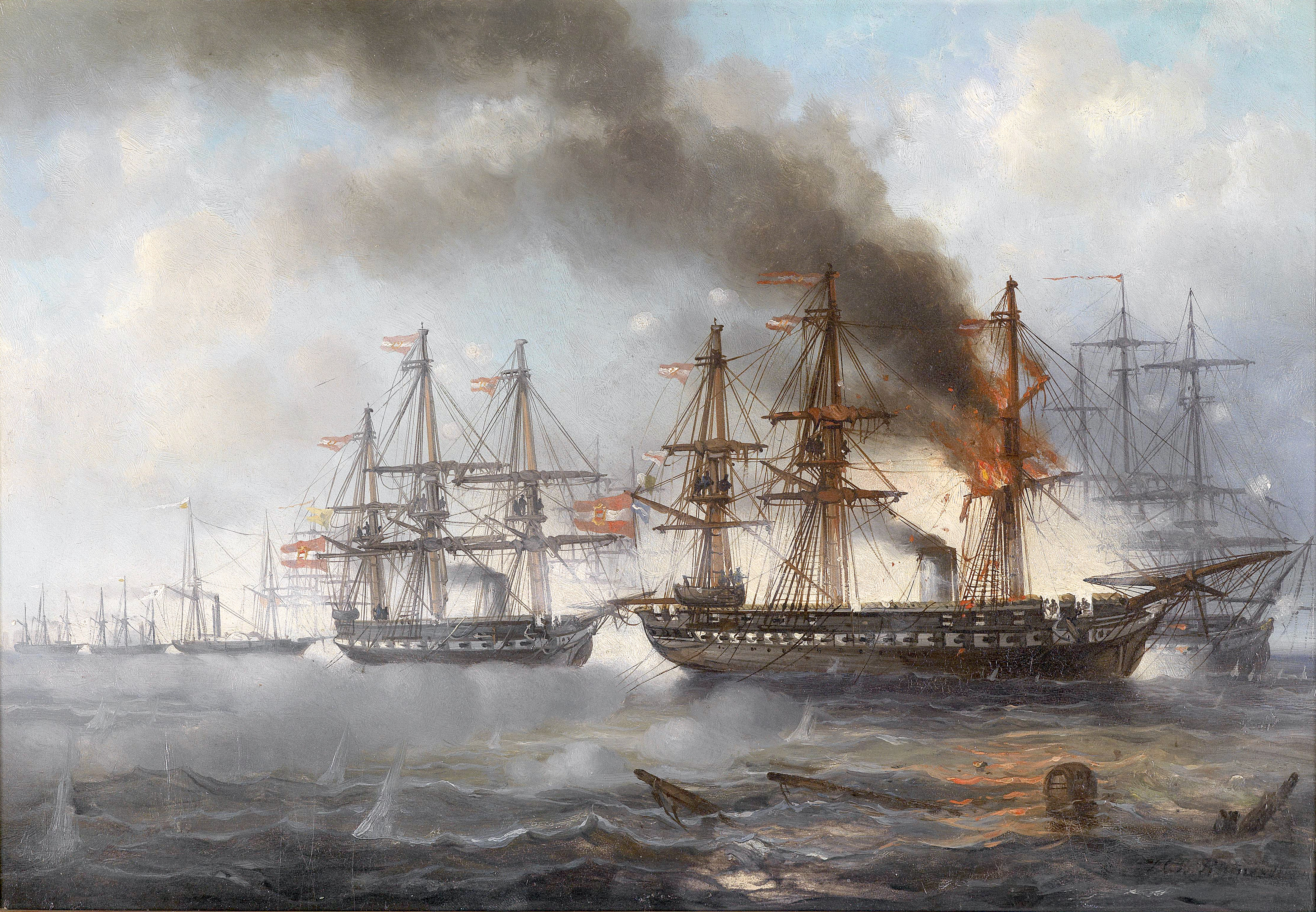
Bataille de Heligoland, 1866.

### Autres projets
- (de) Josef Püttner (Wikisource germanophone)